# Giappone ai VII Giochi olimpici invernali
Il Giappone partecipò ai VII Giochi olimpici invernali, svoltisi a Cortina d'Ampezzo, Italia, dal 26 gennaio al 5 febbraio 1956, con una delegazione di 10 atleti impegnati in cinque discipline.

## Medaglie
| Medaglia | Atleta        | Sport      | Evento                   |
| -------- | ------------- | ---------- | ------------------------ |
| Argento  | Chiharu Igaya | Sci alpino | Slalom speciale maschile |